# Sabulodes plauta
Sabulodes plauta là một loài bướm đêm trong họ Geometridae.